# Шмиль

Шмиль (Шишля) — река в России, протекает в Городецком районе Нижегородской области. Впадает в Горьковское водохранилище на Волге в 2311 км от её устья по левому берегу. Длина реки составляет 13 км.
Исток реки у деревни Собинное в 22 км к северо-востоку от Городца. Течёт на юго-запад, протекает деревни Трестьяны, Федосеево, Пестово, Березино, Желудиха. Крупнейший приток — Желтовка (левый).

## Данные водного реестра
По данным государственного водного реестра России относится к Верхневолжскому бассейновому округу, водохозяйственный участок реки — Волга от города Кострома до Горьковского гидроузла (Горьковское водохранилище), без реки Унжа, речной подбассейн реки — Волга ниже Рыбинского водохранилища до впадения Оки. Речной бассейн реки — (Верхняя) Волга до Куйбышевского водохранилища (без бассейна Оки).
По данным геоинформационной системы водохозяйственного районирования территории РФ, подготовленной Федеральным агентством водных ресурсов:
- Код водного объекта в государственном водном реестре — 08010300412110000017115
- Код по гидрологической изученности (ГИ) — 110001711
- Код бассейна — 08.01.03.004
- Номер тома по ГИ — 10
- Выпуск по ГИ — 0